# Jason Marin
Jason Marin (New York, 25 luglio 1974) è un attore statunitense.
Ha fatto il suo debutto cinematografico a 11 anni, nel 1985, con il film Ritorno al futuro, ma la sua fama arriva nel 1989 quando dà la voce a Flounder in La sirenetta.
Non è più in attività dal 1995.

## Filmografia parziale
- Ritorno al futuro (1985)
- La sirenetta (1989) - voce
- Bombmeister (1995)